# Eguileor
Eguileor (en euskera y oficialmente Egileor) es una localidad del municipio de Salvatierra, en la provincia de Álava, País Vasco (España).

## Toponimia
El lugar puede aparecer referido como «Eguileor», «Egileor» y «Eguilior».

## Despoblados
Forman parte del concejo los despoblados de:
- Albizu.[3]
- Remariarana.[4]

## Historia
Hacia mediados del siglo XIX, el lugar, ya por entonces perteneciente a Salvatierra, tenía contabilizada una población de 79 habitantes. Aparece descrito en el séptimo volumen del Diccionario geográfico-estadístico-histórico de España y sus posesiones de Ultramar de Pascual Madoz con las siguientes palabras:

EGUILIOR ó EGUILEOR: l. del ayunt. y part. jud. de Salvatierra (1/4 leg.), en la prov. de Alava, c. g. de las Provincias Vascongadas (á Vitoria 4), aud. terr. de Burgos, dióc. de Calahorra (14): sit. en llano, con clima frio y sano: tiene 14 casas, igl. parr. (San Pedro), servida por un beneficiado, cementerio y una ermita. El térm. confina N. Salvatierra; E. Arrizala; S. Onraita, y O. Guereñu: hay monte poblado de robles, hayas y arbustos. El terreno es llano y de buena calidad: le baña un arroyo que nace en su térm.: hay pastos para ganado y una alameda que se riega con el agua de una fuente. Los caminos son locales, siendo el principal el de Salvatierra, que se halla en regular estado. Recibe el correo de la cap. del part. prod.: trigo, avena, maiz, patatas, legumbres y frutas: cria ganado vacuno, lanar y cabrio; hay caza de codornices y palomas y se pesca alguna trucha. pobl.: 11 vec., 79 alm. contr. con su ayunt. (V.)
(Madoz, 1847, p. 448)

En 2022, la entidad singular de población tenía empadronados veinte habitantes y el núcleo de población, trece.

## Demografía
| Gráfica de evolución demográfica de Eguileor entre 2000 y 2017 |
|                                                                |
| Población de derecho según los censos de población del INE.    |

## Patrimonio

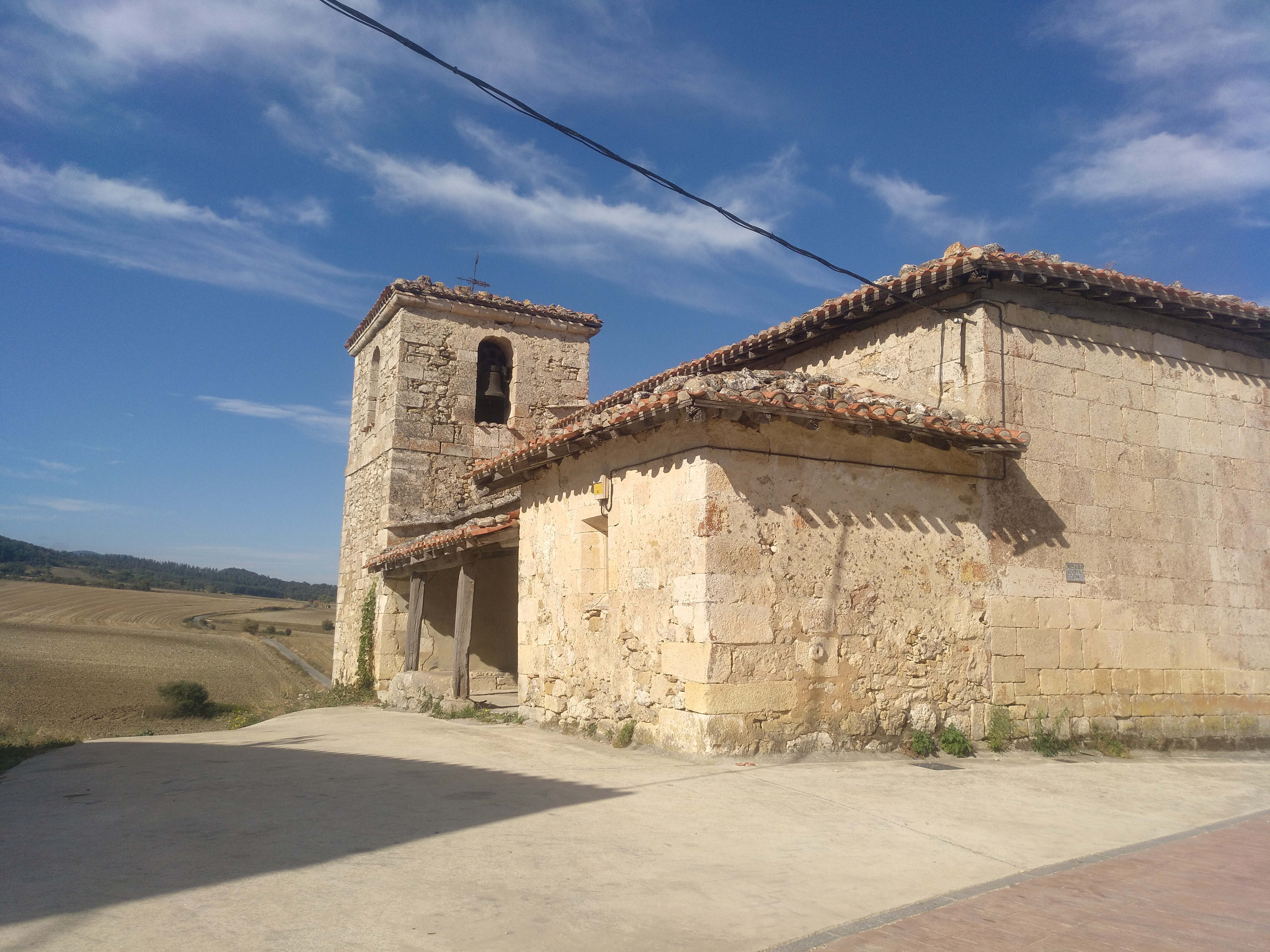
Vista de la iglesia de San Pedro

Hay en el concejo una iglesia de San Pedro.